# Espejoa
Espejoa es un género monotípico de plantas fanerógamas perteneciente a la familia de las asteráceas. Su única especie Espejoa mexicana es originaria de América.

## Descripción
Es una planta anual, con raíz axonomorfa; tallos ramificados y pilosos en líneas en la parte superior, casi glabros en la inferior. Hojas opuestas, elípticas u oblongas, de hasta  7 cm de largo y hasta  2.5 cm de ancho, pero generalmente más pequeñas, márgenes enteros, con un matiz azul-verde cuando frescas, ciliadas o cilioladas, de otro modo glabras, punteadas de glándulas negras en ambas superficies; sésiles. Capitulescencias de capítulos solitarios en pedúnculos alargados, aplanados, surgiendo del par de hojas superiores; capítulos discoides, 1–1.5 cm de alto; receptáculos desnudos; filarias 8–12, en 3–4 series, apiculadas, estriadas, ciliadas, escasamente punteadas de glándulas negras, las internas 7–9 mm de largo, las exteriores mucho más cortas; flósculos 5–12, perfectos, las corolas 4 mm de largo, ligeramente exertas, purpúreas (o amarillas?). Aquenios cuneados, 7 mm de largo, densamente argénteo-seríceos, cafés a negros; vilano de 13–15 escamas membranosas, blanco-argénteas, con costillas 2–2.5 mm de largo, cafés, la costa excurrente como un apículo.

## Distribución y hábitat
Es una maleza común de orillas de caminos, en la zona del Océano Pacífico; a una altitud de  0–500 metros, desde el sur de México a Costa Rica. 

## Taxonomía
Espejoa mexicana fue descrita por Augustin Pyrame de Candolle y publicado en Prodromus Systematis Naturalis Regni Vegetabilis 5: 660. 1836.
Sinonimia
- Jaumea mexicana (DC.) Benth. & Hook.f. ex Hemsl.